# Hamissou Dangabo
Hamissou Mamadou Dangabo (Angers, 15 gennaio 2003) è un calciatore centrafricano, attaccante del Nantes 2 e della nazionale centrafricana.

## Carriera

### Club
Dangabo è cresciuto nel settore giovanile di Nantes, USSA Vertou, Guingamp e nuovamente Nantes. Ha debuttato in Championnat National 3 il 20 agosto 2022 nell'incontro perso 2-0 contro il Trélissac.

### Nazionale
Ha giocato nella nazionale centrafricana Under-20.
Il 22 marzo 2024 ha debuttato con la nazionale centrafricana nell'amichevole vinta 6-0 contro la Bhutan, dove ha segnato una delle reti della sua squadra.

## Statistiche

### Presenze e reti nei club
Statistiche aggiornate al 5 giugno 2024.
| Stagione        | Squadra         | Campionato      | Campionato | Campionato | Coppe nazionali | Coppe nazionali | Coppe nazionali | Coppe continentali | Coppe continentali | Coppe continentali | Altre coppe | Altre coppe | Altre coppe | Totale | Totale | Totale |
| Stagione        | Squadra         | Comp            | Pres       | Reti       | Comp            | Pres            | Reti            | Comp               | Pres               | Reti               | Comp        | Pres        | Reti        | Pres   | Reti   |        |
| --------------- | --------------- | --------------- | ---------- | ---------- | --------------- | --------------- | --------------- | ------------------ | ------------------ | ------------------ | ----------- | ----------- | ----------- | ------ | ------ | ------ |
| 2033-2023       | Nantes 2        | N3              | 23         | 0          |                 | -               | -               |                    | -                  | -                  |             | -           | -           | 23     | 0      |        |
| 2023-2024       | Nantes 2        | N3              | 17         | 1          |                 | -               | -               |                    | -                  | -                  |             | -           | -           | 17     | 1      |        |
| Totale carriera | Totale carriera | Totale carriera | 40         | 1          |                 | -               | -               |                    | -                  | -                  |             | -           | -           | 40     | 1      |        |

### Cronologia presenze e reti in nazionale
| Cronologia completa delle presenze e delle reti in nazionale ― Rep. Centrafricana | Cronologia completa delle presenze e delle reti in nazionale ― Rep. Centrafricana | Cronologia completa delle presenze e delle reti in nazionale ― Rep. Centrafricana | Cronologia completa delle presenze e delle reti in nazionale ― Rep. Centrafricana | Cronologia completa delle presenze e delle reti in nazionale ― Rep. Centrafricana | Cronologia completa delle presenze e delle reti in nazionale ― Rep. Centrafricana | Cronologia completa delle presenze e delle reti in nazionale ― Rep. Centrafricana | Cronologia completa delle presenze e delle reti in nazionale ― Rep. Centrafricana |
| Data                                                                              | Città                                                                             | In casa                                                                           | Risultato                                                                         | Ospiti                                                                            | Competizione                                                                      | Reti                                                                              | Note                                                                              |
| --------------------------------------------------------------------------------- | --------------------------------------------------------------------------------- | --------------------------------------------------------------------------------- | --------------------------------------------------------------------------------- | --------------------------------------------------------------------------------- | --------------------------------------------------------------------------------- | --------------------------------------------------------------------------------- | --------------------------------------------------------------------------------- |
| 22-3-2024                                                                         | Colombo                                                                           | Rep. Centrafricana                                                                | 6 – 0                                                                             | Bhutan                                                                            | Amichevole                                                                        | 1                                                                                 | 78’                                                                               |
| 25-3-2024                                                                         | Colombo                                                                           | Rep. Centrafricana                                                                | 4 – 0                                                                             | Papua Nuova Guinea                                                                | Amichevole                                                                        | -                                                                                 |                                                                                   |
| 5-6-2024                                                                          | Oujda                                                                             | Rep. Centrafricana                                                                | 1 – 0                                                                             | Ciad                                                                              | Qual. Mondiali 2026                                                               | -                                                                                 | 90+3’                                                                             |
| 5-9-2024                                                                          | El Jadida                                                                         | Rep. Centrafricana                                                                | 3 – 1                                                                             | Lesotho                                                                           | Qual. Mondiali 2026                                                               | -                                                                                 | 65’                                                                               |
| 10-9-2024                                                                         | Franceville                                                                       | Gabon                                                                             | 2 – 0                                                                             | Rep. Centrafricana                                                                | Qual. Coppa d'Africa 2025                                                         | -                                                                                 | 46’                                                                               |
| Totale                                                                            |                                                                                   | Presenze                                                                          | 5                                                                                 |                                                                                   | Reti                                                                              | 1                                                                                 |                                                                                   |